# Лавроненко Костянтин Миколайович
Костянтин Миколайович Лавроненко (нар.. 20 квітня 1961, Ростов-на-Дону, Російська РФСР, СРСР) — радянський і російський актор театру, кіно і телебачення. Найбільш відомий за ролями в картинах кінорежисерів Андрія Звягінцева і Сергія Урсуляка. Єдиний російський актор, що став володарем призу Каннського кінофестивалю за найкращу чоловічу роль. Заслужений артист Російської Федерації (2009).

## Біографія
Народився 20 квітня 1961 року в Ростові-на-Дону в робітничій сім'ї. У Ростові пройшли його дитинство і юність. З юних років мріяв стати артистом, наслідував Аркадія Райкіна, з 14 років займався разом зі старшою сестрою в драмгуртку. Перші уроки акторської майстерності отримав від Галини Іванівни Жигунової (матері актора Сергія Жигунова), яка керувала самодіяльним театром.
Закінчив акторський факультет Ростовського училища мистецтв.
У 1979—1981 роках проходив службу в армії, де потрапив до ансамблю пісні і танцю Північно-Кавказького військового округу. В ансамблі він спочатку співав, потім став працювати конферансьє.
В 1981—1985 роках Лавроненко навчався в школі-студії МХАТ (курс Василя Петровича Маркова).
Працював у театрі «Сатирикон», рік грав в Ленкомі, брав участь у проектах «Творчих майстерень» («Майстерня Клима») та «Нового європейського театру». З трупою їздив на гастролі до Німеччини та Бельгії. Сенс життя, за власним зізнанням, завжди бачив у любові, однак на сцені або в кіно зіграти героя-коханця ні разу не пропонували.
Дебют Лавроненко в кінематографі відбувся в 1984 році, в мелодрамі «Ще люблю, ще сподіваюся», де він зіграв разом з Євгеном Євстигнєєвим, якого вважає своїм учителем.
Головної кіноролі чекав ще майже 20 років. Початківець режисер Андрій Звягінцев помітив Лавроненка в одному з театральних вистав і запросив актора до свого фільму «Повернення» (2003). Картину чекав успіх — головний приз Венеціанського кінофестивалю «Золотий лев» і прокат у 70 країнах світу, завдяки чому Лавроненко здобув міжнародну популярність. Творчий тандем із Звягінцевим не розпався, актор і режисер знову зустрілися на знімальному майданчику стрічки «Вигнання» (2007). Фільм представляв Росію на конкурсі 60-го Каннського кінофестивалю, за підсумками якого Лавроненко завоював приз за найкраще виконання чоловічої ролі.
Лавроненко грав у телесеріалах Сергія Урсуляка «Ліквідація» (2007 рік, у ролі злочинця Чекана) та «Ісаєв» (2009 рік, в ролі Василя Блюхера).

Коли говорять про історію, я розумію, що нічого особливого не зробив: я не космонавт, який вперше полетів в космос, і не вчений, що зробив відкриття. Просто ми чесно знімали кіно. От і все.
— Константин Лавроненко

## Родина
Одружений з актрисою Лідією Петраковою (з 1987 року). Донька Ксенія (нар.. 1990).

## Творчість

### Фільмографія
| Рік  |     | Назва                                            | Роль                                                                 |    |
| ---- | --- | ------------------------------------------------ | -------------------------------------------------------------------- | -- |
| 1984 | ф   | Ще люблю, ще сподіваюся                          | Женя                                                                 | ру |
| 1992 | ф   | Андрюша                                          | Костя                                                                | ру |
| 1998 | ф   | Твір до Дня Перемоги                             | льотчик Костя                                                        | ру |
| 2003 | с   | Немає порятунку від любові                       | рятувальник Семен, він же бізнесмен                                  | ру |
| 2003 | ф   | Повернення                                       | батько                                                               | ру |
| 2005 | ф   | Майстер                                          | майстер Олександр Сапалов                                            | ру |
| 2005 | тф  | Архангел                                         | Йосип                                                                | ру |
| 2006 | ф   | Нанкинський пейзаж                               | Олександр                                                            | ру |
| 2007 | с   | Ліквідація                                       | Ігор Станіславович Чекан                                             | ру |
| 2007 | тф  | Відкрийте, Дід Мороз!                            | Дід Мороз                                                            | ру |
| 2007 | ф   | Нас не наздоженеш                                | полковник Валієв                                                     | ру |
| 2007 | ф   | Вигнання                                         | Алекс                                                                | ру |
| 2008 | ф   | Нова Земля                                       | Іван Георгійович Жилін                                               | ру |
| 2008 | с   | Зброя                                            | полковник ФСБ Кирило Реутов                                          | ру |
| 2009 | мф  | Наказано знищити! Операція: «Китайська шкатулка» | Петро Гаврин                                                         | ру |
| 2009 | с   | Ісаєв                                            | Василь Блюхер                                                        | ру |
| 2009 | с   | Самотній чоловік                                 | Джордж Фальконер (озвучування, роль Коліна Ферта)                    | ру |
| 2010 | с   | У кожного своя війна                             | Степан Єгорович Харламов                                             | ру |
| 2010 | ф   | Каїнек (Чехія)                                   | Іржі Каїнек                                                          | ру |
| 2010 | ф   | Зайцев, пали! Історія шоумена                    | Олександр Тросс                                                      | ру |
| 2011 | с   | Випадковий свідок                                | старший слідчий Олег Волгін                                          | ру |
| 2011 | с   | Зроблено в СРСР                                  | Микола Петрович Вєтров                                               | ру |
| 2012 | с   | Одного разу в Ростові                            | Анатолій Григорович Порошин, московський письменник, дисидент        | ру |
| 2013 | с   | Три мушкетери                                    | лорд Бекінгем                                                        | ру |
| 2013 | с   | Людмила                                          | знімався                                                             | ру |
| 2013 | с   | Ціна життя                                       | Ілля Шагін                                                           | ру |
| 2014 | док | Віллі і Нікі                                     | Микола II                                                            | ру |
| 2014 | ф   | Як мене звати                                    | Сергій, батько Олі                                                   | ру |
| 2014 | ф   | Територія                                        | Ілля Миколайович Чинков                                              | ру |
| 2014 | мф  | Чуже                                             | Антон                                                                | ру |
| 2014 | с   | Прощай, кохана!                                  | Володимир Олексійович Сотников, банківський аналітик, математик      | ру |
| 2014 | с   | Інквізитор                                       | Єгор Свенсон                                                         | ру |
| 2014 | с   | Катерина                                         | граф Лесток                                                          | ру |
| 2015 | с   | Клим                                             | Клим Анатолійович Рощин, оперуповноважений з особливо важливих справ | ру |
| 2016 | с   | Чорна кішка                                      | Лев Олександрович Шеїн                                               | ру |
| 2016 | ф   | Розбуди мене                                     | Алек                                                                 | ру |
| 2016 | ф   | Землетрус                                        | Костянтин Бережний                                                   | ру |
| 2016 | с   | Сімейні обставини                                | Юрій                                                                 | ру |
| 2017 | ф   | Останній богатир                                 | Кощій                                                                | ру |
| 2018 | ф   | Мандрівники терпіння                             | Андрій                                                               | ру |
| 2019 | ф   | Герой                                            | Катаєв, співробітник СЗР                                             | ру |
| 2019 | ф   | Робо                                             | генерал                                                              | ру |
| 2019 | ф   | Аванпост                                         | майор Долматов                                                       | ру |
| 2020 | ф   | Кома                                             | Ян                                                                   | ру |
| 2020 | ф   | Останній богатир: Корінь зла                     | Кощій Безсмертний                                                    | ру |

## Нагороди

### Державні нагороди
- Орден Дружби (26 жовтня 2016 року) —  за великі заслуги в розвитку вітчизняної культури і мистецтва, багаторічну плідну діяльність[6].
- Заслужений артист Російської Федерації (24 квітня 2009 року) — за заслуги в галузі мистецтва.

### Призи на фестивалях
- 2007 — перемога в номінації «Найкращий актор» (разом з  Іваном Добронравовим і  Володимиром Гаріним) на Міжнародному кінофестивалі в Хіхоні (Іспанія) за роль у фільмі «Повернення»[7].
- 2007 — за найкращу чоловічу роль на Каннському кінофестивалі (фільм «Вигнання»)
- 2008 — номінація на премію «Ніка» за найкращу чоловічу роль (фільм «Вигнання»).
- 2009 — номінація на премію «Жорж» «Найкращий російський актор» (фільм «Вигнання»).
- 2016 — приз «Визнання» за галерею яскравих екранних образів на кінофестивалі «Віват кіно Росії!» в Санкт-Петербурзі[8].
- 2017 — премія «Золотой орел» за найкращу чоловічу роль на телебаченні (телесеріал «Клим»).

## Санкції
Костянтин Лавроненко публічно закликають до агресивної війни, виправдовують і визнають законною збройну агресію Росії проти України. Костянтин є підсанкційною особою.
15 січня 2023 року доданий до санкційного списку України.

## Захоплення
Деякий час займався ресторанним бізнесом, проте потім повернувся до акторської професії. Є вболівальником хокейного клубу ЦСКА.

## ДТП в Ярославській області
11 липня 2012 року Лавроненко потрапив у серйозне ДТП на 132-му кілометрі федеральної траси «Холмогори» в Переславль-Залеському районі Ярославської області (селище Щелканка), по дорозі на зйомки серіалу «Ціна життя», де він виконував головну роль. Водій Toyota Camry не впорався з керуванням, вилетів на смугу зустрічного руху, після чого сталося зіткнення з Mitsubishi Pajero, на пасажирському сидінні якого перебував Лавроненко. В Toyota Camry загинула семимісячна дівчинка. У Лавроненко були діагностовані забої хребта.